# Friedrich Gottlieb Klopstock
Friedrich Gottlieb Klopstock foi um poeta alemão (Quedlimburgo, 2 de Julho de 1724 - Hamburgo, 14 de Março de 1803). Sua obra mais conhecida é o poema épico Der Messias ("O Messias"). Uma de suas principais contribuições para a literatura alemã foi abri-la à exploração fora dos modelos franceses.

## Vida
Juntamente com Gotthold Ephraim Lessing e Christoph Martin Wieland, é um dos três grandes expoentes do pré-classicismo alemão do século XVIII. Depois de estudar teologia em Jena e Leipzig, Klopstock passou um ano (1750-1751) em Zurique com Johann Jakob Bodmer.

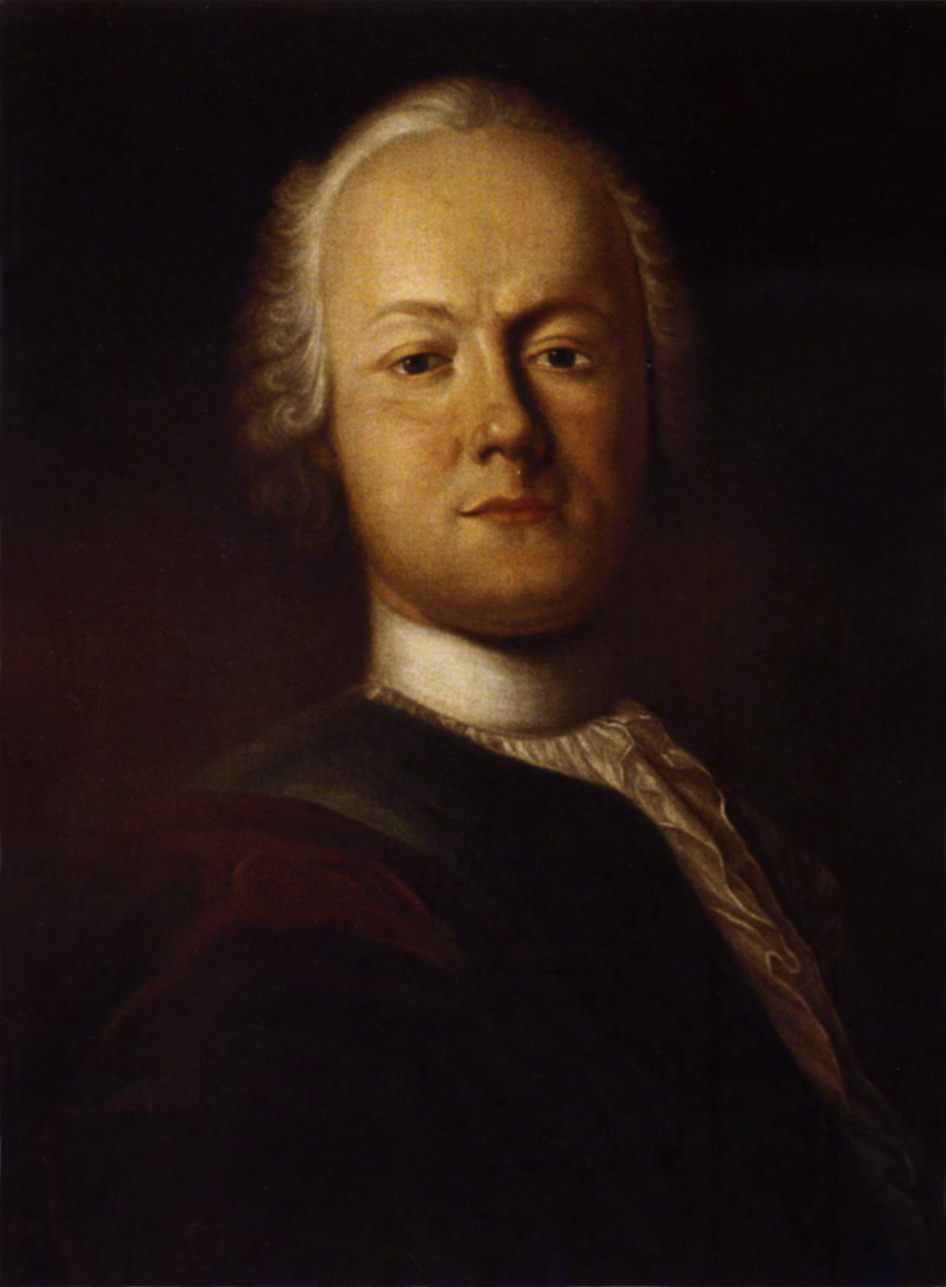
Friedrich Gottlieb Klopstock

Influenciado pela leitura de John Milton de Paradise Lost, escreveu O Messias (1748), poema em hexâmetros em que celebra a onipresença e onipotência de Deus na terra: a obra demonstra a forte influência do pietismo sobre o poeta. Alguns versos da Ode à Ressurreição foram usados por Gustav Mahler no quinto movimento da sinfonia n° 2 em dó menor, chamada por isso de "Ressurreição".
Ele então viveu por quase vinte anos em Copenhague, na corte de Frederico V da Dinamarca, e em 1792 foi feito cidadão honorário da república francesa. Em 1770 voltou à sua terra natal fixando-se em Hamburgo e dedicou-se a escrever a trilogia dramática sobre o herói ficcional Armínio (Hermann), que fez de Klopstock o iniciador da literatura alemã de inspiração nacional.
Maçom, ele era um membro da loja de Hamburgo Zu den drei Rosen (Alle tre Rose), na qual Lessing foi iniciado em 1771.
Ele morreu em 1803.

## Publicações
- Klopstock's poems
- Klopstock, Friedrich Gottlieb (1839). Messias. ita. Milano: Tipografia e Libreria Pirotta e C.
- Klopstock, Friedrich Gottlieb (1823). Messias. 1. Leipzig: por Georg Joachim Goschen

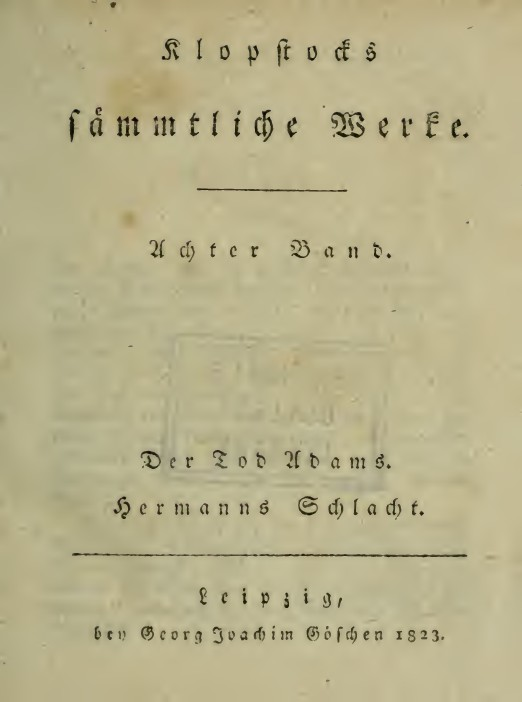
Der Tod Adams. Hermanns Schlacht (1823)

- Klopstock, Friedrich Gottlieb (1823). David. Hermanns Tod. Leipzig: por Georg Joachim Goschen
- Klopstock, Friedrich Gottlieb (1823). Messias. 2. Leipzig: por Georg Joachim Goschen
- Klopstock, Friedrich Gottlieb (1823). Messias. 3. Leipzig: por Georg Joachim Goschen
- Klopstock, Friedrich Gottlieb (1823). Der Tod Adams. Hermanns Schlacht. Leipzig: por Georg Joachim Goschen
- Klopstock, Friedrich Gottlieb (1823). Salomo. Hermann und die Fursten. Leipzig: por Georg Joachim Goschen